# Ducato di Neopatria
Il Ducato di Neopatria è stata una regione storica ed un'entità statuale greca, situata in Tessaglia e suddivisa fra i capitanati di Siderocastron, Neopatria, e Salona. Sua capitale e centro più importante fu la città di Neopatria (l'attuale Ypati). Fra il 1319 e il 1390 fece parte del Regno di Sicilia e da questa data, fino al 1458, fu possesso della famiglia fiorentina degli Acciaiuoli. 

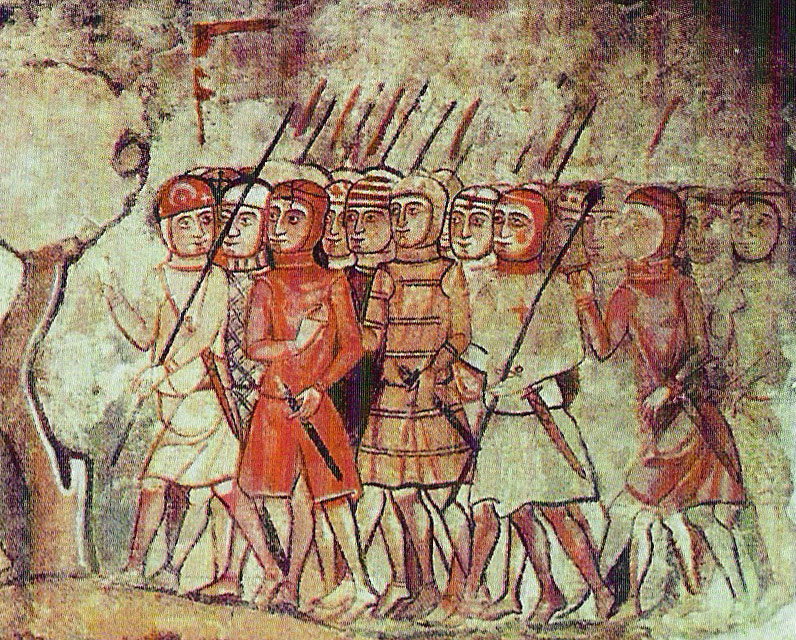
Una compagnia di Almogaveri.

## Storia

### La conquista
La regione, fece parte, fino al 1319, del Ducato di Tessaglia. In quell'anno fu conquistata dall'infante Alfonso Federico di Sicilia appartenente al ramo cadetto della casa d'Aragona di Sicilia, che per l'occasione si avvalse di truppe mercenarie aragonesi e catalane, i celebri Almogàvers (in spagnolo Almogávares). Neopatria accrebbe rapidamente la propria popolazione grazie all'afflusso di immigrati catalani, aragonesi, valenziani e siciliani, mentre gli altri centri restarono compattamente ellenici. Pur continuando il greco ad essere la lingua d'uso della massima parte degli abitanti, fu sostituita, come lingua ufficiale, dal latino, e, come lingua di corte, dal catalano.

### Connotazioni politiche
Elevata a ducato, venne successivamente unita al Ducato di Atene, pur mantenendo un'identità propria e un'amministrazione autonoma. I duchi, di nomina regia, erano vassalli dei re di Sicilia (regno di Trinacria) (ramo cadetto della casa aragonese per vincoli matrimoniali), il cui Stato, a sua volta, era parte integrante di quella complessa entità federale catalano-aragonese passata alla storia come Corona d'Aragona. Nel 1381, il ducato tornò alle dirette dipendenze del ramo principale della casa d'Aragona e il re Pietro il Cerimonioso assunse personalmente il titolo di duca per sé e per i propri discendenti. Anche quando il ducato venne perso, nel 1390, passando nelle mani dell'avventuriero fiorentino Neri Acciaiuoli I, i re d'Aragona prima, e di Spagna poi, conservarono orgogliosamente il titolo ducale fino a tutto il XVII secolo.

### Decadenza e passaggio a Neri Acciaiuoli I
Al momento dell'occupazione da parte di Neri Acciaiuoli I, il ducato era in piena decadenza e si era in pratica ridotto alla sola città di Neopatria, che aveva perso oltretutto parte dei propri abitanti. La costante pressione militare del Regno di Serbia e quella economica dell'Impero bizantino avevano infatti soffocato la fiorente agricoltura e la vita commerciale che la città e il ducato ancora possedevano attorno alla metà del XIV secolo. 

Lo stemma degli Acciaiuoli: d'argento al leone d'azzurro lampassato e armato di rosso

Nel 1379 il ducato di Neopatria venne persino saccheggiato da un'orda di mercenari provenienti dalla Navarra e al soldo dei Signori latini della zona. Nel 1390, come si è già accennato, Neri Acciaiuoli I, avventuriero di origine fiorentina ma vassallo del re di Napoli, si impossessò di quanto restava del ducato.

### Dagli Acciaiuoli agli Ottomani
Neopatria fu detenuta da Neri e dai suoi successori per circa mezzo secolo. Fra il 1395 e il 1402 costoro governarono a nome e per conto della Repubblica di Venezia la quale protesse il territorio dall'espansionismo ottomano che, a partire dalla Battaglia del Kosovo (1389) si era andato sempre più imponendo nella penisola balcanica. Nel 1448, i duchi di Neopatria fecero atto di sottomissione agli imperatori bizantini, gesto puramente formale che lasciò inalterate le proprie prerogative e funzioni e non inficiò minimamente la sovranità della famiglia Acciaiuoli sul territorio. Nella seconda metà degli anni cinquanta del Quattrocento, l'intera regione venne incorporata nell'Impero ottomano e il ducato cessò definitivamente di esistere.

## Duchi di Neopatria

### Duchi siciliani ed aragonesi
Fino al 1381 si succedettero come sovrani, nel ducato, alcuni fra i membri più rappresentativi dell'alta nobiltà siciliana, generalmente imparentati con il ramo siciliano della casa d'Aragona. Nel 1381 il Ducato passò, come si è già accennato, al ramo principale della Casa d'Aragona, rappresentato da Pietro IV, noto come il Cerimonioso, che lo detenne fino al 1387 e che, residendo a Barcellona, venne sempre sostituito da vicari regi, scelti nel seno della nobiltà siculo-aragonese o catalano-aragonese. Alla sua morte il ducato passò a suo figlio, Giovanni I d'Aragona. Qui di seguito vengono elencati i duchi che si alternarono alla guida dello Sato:    
- 1319-1338: Alfonso Federico di Sicilia, signore di Negreponte, figlio illegittimo di Federico III di Sicilia
- 1338-1348: Giovanni di Sicilia, marchese di Randazzo, figlio del re Federico III di Sicilia
- 1348-1355: Federico I d'Atene, marchese di Randazzo, figlio di Giovanni di Sicilia
- 1355-1377: Federico IV di Sicilia, re di Sicilia, cugino di Federico I d'Atene (dal 1375 fu sostituito da Luigi Federico d'Aragona, conte di Salona che agì in qualità di vicario di Federico IV di Sicilia)
- 1377-1381: Maria di Sicilia, regina di Sicilia, figlia di Federico IV di Sicilia
- 1381-1387: Pietro IV d'Aragona, re d'Aragona (sempre sostituito da vicari, fra cui: Matteo di Montcada, Ruggero di Lauria (nipote del ben più celebre Ruggero di Lauria), Matteo di Peralta, Luigi Federico d'Aragona ecc.)
- 1387-1390: Giovanni I d'Aragona, figlio di Pietro IV e re d'Aragona

### Duchi delle case Acciaiuoli e Contarini
Gli Acciaiuoli si impossessarono del Ducato di Neopatria nel 1390, due anni dopo aver occupato militarmente il ducato di Atene (1388) ed esserne divenuti sovrani. Fra il 1395 e il 1402 governarono per conto della Repubblica di Venezia (in realtà vennero completamente spossessati delle proprie funzioni), mentre dal 1448 al 1453 si legarono da rapporto di vassallaggio con gli Imperatori bizantini (atto, come si è già avuto modo di indicare, puramente formale). Fra il 1451 e il 1454 il titolo ducale passò alla famiglia Contarini, imparentatasi con gli Acciaiuoli. Con la conquista ottomana (1458) il ducato si estinse.
- 1388-1394: Neri Acciaiuoli I
- 1394-1435: Antonio Acciauoli I, sino al 1395 sotto la reggenza di sua madre, poi sotto tutela veneziana dal 1395 al 1402
- 1435-1439: Neri Acciaiuoli II
- 1439-1441: Antonio Acciauoli II
- 1441-1451: Neri Acciaiuoli II (duca per la seconda volta)
- 1451-1451: Clara (o Chiara) Zorzi, vedova di Neri Acciaiuoli II
- 1451-1454: Bartolomeo Contarini, sposato in seconde nozze con Clara Zorzi
- 1451-1454: Francesco Acciaiuoli I
- 1455-1458: Francesco Acciaiuoli II